# Liste des épisodes de Gundam 00

Voici la liste des épisodes de l'anime Gundam 00.

## Saison 1
| No | Titre français             | Titre japonais       | Titre japonais         | Date de 1re diffusion |
| No | Titre français             | Kanji                | Rōmaji                 | Date de 1re diffusion |
| -- | -------------------------- | -------------------- | ---------------------- | --------------------- |
| 01 | Celestial Being            | ソレスタルビーイング | Soresutaru Biiingu     | 6 octobre 2007        |
| 02 | Gundam Meister             | ガンダムマイスター   | Gandamu maisutā        | 13 octobre 2007       |
| 03 | Un monde en mutation       | 変わる世界           | Kawaru Sekai           | 20 octobre 2007       |
| 04 | Diplomatie extérieure      | 対外折衝             | Taigai Sesshō          | 27 octobre 2007       |
| 05 | Désorbitation imminente    | 限界離脱領域         | Genkai Ridatsu Ryōiki  | 3 novembre 2007       |
| 06 | les sept épées             | セブンソード         | Sebun sōdo             | 10 novembre 2007      |
| 07 | Consciences tourmentées    | 報われぬ魂           | Mukuwarenu Tamashii    | 17 novembre 2007      |
| 08 | Représailles aveugles      | 無差別報復           | Musabetsu Hōfuku       | 24 novembre 2007      |
| 09 | Le prestige d'une nation   | 大国の威信           | Taikoku no Ishin       | 1er décembre 2007     |
| 10 | Capturez le Gundam !       | ガンダム鹵獲作戦     | Gandamu Rokaku Sakusen | 8 décembre 2007       |
| 11 | Allelujah                  | アレルヤ             | Areruya                | 15 décembre 2007      |
| 12 | Aux confins de la doctrine | 教義の果てに         | Kyōgi no Hate ni       | 22 décembre 2007      |
| 13 | Le retour du saint         | 聖者の帰還           | Seija no Kikan         | 5 janvier 2008        |
| 14 | Un matin décisif           | 决意の朝             | Ketsui no Asa          | 12 janvier 2008       |
| 15 | Les ailes brisées          | 折れた翼             | Oreta Tsubasa          | 19 janvier 2008       |
| 16 | Trinité                    | トリニティ           | Toriniti               | 26 janvier 2008       |
| 17 | L'attaque des Thrones      | スローネ強襲         | Surōne Kyōshū          | 2 février 2008        |
| 18 | Le trident maléfique       | 悪意の矛先           | Akui no Hokosaki       | 9 février 2008        |
| 19 | Liens                      | 絆                   | Kizuna                 | 16 février 2008       |
| 20 | L'épée du changement       | 変革の刃             | Henkaku no Yaiba       | 23 février 2008       |
| 21 | La voie de la destruction  | 滅びの道             | Horobi no Michi        | 1er mars 2008         |
| 22 | Trans-Am                   | トランザム           | Toranz-Amu             | 8 mars 2008           |
| 23 | Seuls contre tous          | 世界を止めて         | Sekai o Tomete         | 15 mars 2008          |
| 24 | Un poème sans fin          | 終わりなき詩         | Owarinaki Uta          | 22 mars 2008          |
| 25 | Setsuna                    | 刹那                 | Setsuna                | 29 mars 2008          |

## Saison 2
| No      | Titre français               | Titre japonais     | Titre japonais              | Date de 1re diffusion |
| No      | Titre français               | Kanji              | Rōmaji                      | Date de 1re diffusion |
| ------- | ---------------------------- | ------------------ | --------------------------- | --------------------- |
| 01 (26) | L'Apparition de L'Ange       | 天使再臨           | Tenshi Sairin               | 5 octobre 2008        |
| 02 (27) | Twin Drive                   | ツインドライヴ     | Tsuin Doraivu               | 12 octobre 2008       |
| 03 (28) | Le Sauvetage d'Allelujah     | アレルヤ奪還作戦   | Areruya Dakkan Sakusen      | 19 octobre 2008       |
| 04 (29) | Une Raison de Combattre      | 戦う理由           | Tatakau Wake                | 26 octobre 2008       |
| 05 (30) | La Patrie en flammes         | 故国燃ゆ           | Kokoku Moyu                 | 2 novembre 2008       |
| 06 (31) | Cicatrices                   | 傷痕               | Kizuato                     | 9 novembre 2008       |
| 07 (32) | Retrouvailles et Séparation  | 再会と離別と       | Saikai to Ribetsu to        | 16 novembre 2008      |
| 08 (33) | La distorsion immaculée      | 無垢なる歪み       | Muku naru Yugami            | 23 novembre 2008      |
| 09 (34) | Le Passé indélébile          | 拭えぬ過去         | Nuguenu Kako                | 30 novembre 2008      |
| 10 (35) | Lumière céleste              | 天の光             | Ten no Hikari               | 7 décembre 2008       |
| 11 (36) | La voix du 00                | ダブルオーの声     | Daburu-ō no Koe             | 14 décembre 2008      |
| 12 (37) | Je t'attendrai dans l'espace | 宇宙で待ってる     | Sora de Matteru             | 21 décembre 2008      |
| 13 (38) | La Conquête du Memento Mori  | メメントモリ攻略戦 | Memento Mori Kōryakusen     | 28 décembre 2008      |
| 14 (39) | Quand résonne le chant       | 歌が聞こえる       | Uta ga Kikoeru              | 11 janvier 2009       |
| 15 (40) | La Victoire de la résistance | 反抗の凱歌         | Hankō no Gaika              | 18 janvier 2009       |
| 16 (41) | Prélude à la tragédie        | 悲劇への序章       | Higeki e no Joshō           | 25 janvier 2009       |
| 17 (42) | Dans la lumière vacillante   | 散りゆく光の中で   | Chiriyuku Hikari no Naka de | 1er février 2009      |
| 18 (43) | Sentiments mitigés           | 交錯する想い       | Kōsakusuru Omoi             | 8 février 2009        |
| 19 (44) | L'Ombre des Innovators       | イノベイターの影   | Inobeitā no Kage            | 15 février 2009       |
| 20 (45) | Le retour d'Anew             | アニュー·リターン  | Anyū Ritān                  | 22 février 2009       |
| 21 (46) | Le portail du renouveau      | 革新の扉           | Kakushin no Tobira          | 1er mars 2009         |
| 22 (47) | Pour l'avenir                | 未来のために       | Mirai no Tame ni            | 8 mars 2009           |
| 23 (48) | La fleur de vie              | 命の華             | Inochi no Hana              | 15 mars 2009          |
| 24 (49) | Au-delà                      | BEYOND             | Biyondo                     | 22 mars 2009          |
| 25 (50) | Résurrection                 | 再生               | Saisei                      | 29 mars 2009          |